# Аделаида од Италије
Света Аделаида од Италије (931 – 16. децембар 999), такође позната и као Аделаида од Бургундије, била је друга супруга светог римског цара Отона Великог.

## Биографија
Родила се у Орбеу у данашњој Швајцарској као кћер Рудолфа II од Бургундије и Берте Швапске. У 15 година ју је отац дао удати за свог дотадашњег супарника, Лотара II од Италије; брак је био део споразума којим се настојао постићи мир између Рудолфа и Ига од Провансе. Лотару је Аделаида родила кћер познату као Ема од Италије.
Године 950. је њен муж отрован, наводно од Беренгара од Ивреје, који је потом Аделаду настојао присилно удати за свог сина Адалберта. Одбијање брачне понуде је довело до Аделадиног затварања у манастир у Комоу. Одатле је успела побећи у Каносу, где јој је заштиту дао гроф Адалберт Ато. Када је Каносу под опсаду ставио Адалберт, Аделаида је преко изасланика послала позив у помоћ немачком краљу Отону. Он је, пак, у Италију 951. стигао с војском. Њих двоје су се срели у Павији, где су се и венчали. Са Отоном је имала четворо деце која су доживела зрело доба: сина Хенрија, сина Бруна, кћер Матилду, те Отона који ће на крају наследити очев престо. Године 962. је у Риму Отон проглашен римско-немачким царем од стране папе Јована XII, при чему је Аделаида службено проглашена царицом, што је представљао преседан.
Након што јој је муж 973. године умро, Аделаида је постала најутицајнија жена на двору, а самим тим, и једна од најутицајнијих жена у Европи. То се, међутим, променило када јој се син оженио за византијску принцезу Теофанију. Невеста је младог Отона успела окренути против мајке и исходити њено протеривање с двора 978. године. Аделаида је отишла у Италију, да би се 983. године, уз посредовање свог брата Конрада Бургундског, помирила са сином и вратила на двор. Исте године је Отон умро, а Аделаида и Теофанија су проглашене ко-регентицима малолетног Отона III. Теофанија је искористила прилику да поновно протера Аделаду. Тек након што је Теофанија 991. године умрла, Аделаида се вратила на двор и преузела регентске дужности. Када је 995. Отон постао пунолетан, повукла се у опатију Селц и посветила се црквеном раду.
Након смрти је проглашена светицом.

## Породично стабло
|  |                                |  |  |  |  |  |  |  |  |  |  |  |  |  |  |  |
|  | 4. Рудолф I Бургундски         |  |  |  |  |  |  |  |  |  |  |  |  |  |  |  |
|  |                                |  |  |  |  |  |  |  |  |  |  |  |  |  |  |  |
|  |                                |  |  |  |  |  |  |  |  |  |  |  |  |  |  |  |
|  | 2. Рудолф II Бургундски        |  |  |  |  |  |  |  |  |  |  |  |  |  |  |  |
|  |                                |  |  |  |  |  |  |  |  |  |  |  |  |  |  |  |
|  |                                |  |  |  |  |  |  |  |  |  |  |  |  |  |  |  |
|  | 5. Guilla of Provence          |  |  |  |  |  |  |  |  |  |  |  |  |  |  |  |
|  |                                |  |  |  |  |  |  |  |  |  |  |  |  |  |  |  |
|  |                                |  |  |  |  |  |  |  |  |  |  |  |  |  |  |  |
|  | 1. Аделаида од Италије         |  |  |  |  |  |  |  |  |  |  |  |  |  |  |  |
|  |                                |  |  |  |  |  |  |  |  |  |  |  |  |  |  |  |
|  |                                |  |  |  |  |  |  |  |  |  |  |  |  |  |  |  |
|  | 6. Бурхард II, војвода Швабије |  |  |  |  |  |  |  |  |  |  |  |  |  |  |  |
|  |                                |  |  |  |  |  |  |  |  |  |  |  |  |  |  |  |
|  |                                |  |  |  |  |  |  |  |  |  |  |  |  |  |  |  |
|  | 3. Берта Швапска               |  |  |  |  |  |  |  |  |  |  |  |  |  |  |  |
|  |                                |  |  |  |  |  |  |  |  |  |  |  |  |  |  |  |
|  |                                |  |  |  |  |  |  |  |  |  |  |  |  |  |  |  |
|  | 7. Regelinda of Zürich         |  |  |  |  |  |  |  |  |  |  |  |  |  |  |  |
|  |                                |  |  |  |  |  |  |  |  |  |  |  |  |  |  |  |
|  |                                |  |  |  |  |  |  |  |  |  |  |  |  |  |  |  |